# Hysterographium minutum
Hysterographium minutum är en svampart som beskrevs av M.L. Lohman 1933. Hysterographium minutum ingår i släktet Hysterographium och familjen Hysteriaceae.   Inga underarter finns listade i Catalogue of Life.